# Lijst van voetbalinterlands Gambia - Guinee-Bissau
Deze lijst van voetbalinterlands is een overzicht van alle officiële voetbalwedstrijden tussen de nationale teams van Gambia en Guinee-Bissau. De landen speelden tot op heden zes keer tegen elkaar. De eerste wedstrijd was tijdens een vriendschappelijk toernooi in Dakar (Senegal) op 2 februari 1986. De laatste ontmoeting, eveneens een vriendschappelijke wedstrijd, vond plaats op 20 november 2022 in Antalya (Turkije).

## Wedstrijden
| № | Plaats    | Datum            | Competitie                                        | Wedstrijd              | Uitslag |
| - | --------- | ---------------- | ------------------------------------------------- | ---------------------- | ------- |
| 1 | Dakar     | 2 februari 1986  | Vriendschappelijk                                 | Gambia − Guinee-Bissau | 3 − 0   |
| 2 | Bissau    | 2 mei 1988       | Vriendschappelijk                                 | Guinee-Bissau − Gambia | 3 − 1   |
| 3 | Lissabon  | 9 februari 2011  | Vriendschappelijk                                 | Guinee-Bissau − Gambia | 3 − 1   |
| 4 | Marrakesh | 23 juli 2022     | African Championship of Nations 2022 kwalificatie | Gambia − Guinee-Bissau | 1 − 0   |
| 5 | Marrakesh | 26 juli 2022     | African Championship of Nations 2022 kwalificatie | Guinee-Bissau − Gambia | 1 − 0   |
| 6 | Antalya   | 20 november 2022 | Vriendschappelijk                                 | Guinee-Bissau − Gambia | 0 − 0   |

## Samenvatting
| Competitie                                   | Totaal gespeeld | Winst Gambia | Gelijk | Winst Guinee-Bissau | Doelsaldo Gambia – Guinee-Bissau |
| -------------------------------------------- | --------------- | ------------ | ------ | ------------------- | -------------------------------- |
| African Championship of Nations-kwalificatie | 2               | 1            | 0      | 1                   | 1 − 1                            |
| Vriendschappelijk                            | 4               | 1            | 1      | 2                   | 5 − 6                            |
| Totaal                                       | 6               | 2            | 1      | 3                   | 6 − 7                            |

GFA · A-internationals · Olympische elftal · Gambiaans vrouwenelftal
Algerije ·
Angola ·
Benin ·
Burkina Faso ·
Burundi ·
Centraal-Afrikaanse Republiek ·
China ·
Comoren ·
Congo-Brazzaville ·
Congo-Kinshasa ·
Denemarken ·
Djibouti ·
Equatoriaal-Guinea ·
Gabon ·
Ghana ·
Guinee ·
Guinee-Bissau ·
Ivoorkust ·
Kaapverdië ·
Kameroen ·
Kenia ·
Kosovo ·
Lesotho ·
Liberia ·
Libië ·
Luxemburg ·
Madagaskar ·
Mali ·
Marokko ·
Mauritanië ·
Mexico ·
Namibië ·
Nieuw-Zeeland ·
Niger ·
Nigeria ·
Oeganda ·
Saoedi-Arabië ·
Senegal ·
Seychellen ·
Sierra Leone ·
Tanzania ·
Togo ·
Tsjaad ·
Tunesië ·
Verenigde Arabische Emiraten ·
Zambia ·
Zuid-Afrika ·
Zuid-Soedan
FFGB · 
Guinee-Bissaus vrouwenelftal
Interlands
Tegenstander:
Algerije ·
Angola ·
Benin ·
Botswana ·
Burkina Faso ·
Centraal-Afrikaanse Republiek ·
Congo-Brazzaville ·
Djibouti ·
Egypte ·
Equatoriaal-Guinea ·
Ethiopië ·
Gabon ·
Gambia ·
Ghana ·
Guinee ·
Ivoorkust ·
Kaapverdië ·
Kameroen ·
Kenia ·
Liberia ·
Mali ·
Marokko ·
Mauritanië ·
Mozambique ·
Namibië ·
Nigeria ·
Oeganda ·
Sao Tomé en Principe ·
Senegal ·
Sierra Leone ·
Soedan ·
Swaziland ·
Togo ·
Zambia ·
Zuid-Afrika